# Institut Barcelonès
L'Institut Barcelonès o Instituto Barcelonés, posteriorment denominat Colegio Barcelonés, fou un establiment docent d'educació primària i secundària de la ciutat de Barcelona, a mitjans del segle xix.
En temps complexos de la primera Guerra Carlina i l'aprovació d'una nova Constitució, fou fundat l'any 1837 per la Societat de Foment de la Il·lustració de l'Ayuntamiento Constitucional de Barcelona. Un centre docent de primer i segon ensenyament que volia ser a l'avantguarda tècnica i pedagògica del país.
La Junta Directora de l'esmentada societat establí i aprovà el reglament de règim interior de l'Institut el 13 de febrer de 1837. Funcionà interinament fins que fou aprovat i autoritzat per Real Orden de 28 de maig de 1837. En crear-se l'Institut d'Ensenyament Secundari oficial, el 1845, per Real Orden d'11 de novembre, s'aprovà la seva continuació com a Colegio Barcelonés que seguí com a centre sota tutela municipal. Estava situat a l'antic convent de les Elisabets, a la Plaça del Bonsuccés nº 4 de Barcelona.
L'Institut Barcelonès fou fundat arrel de la crema de convents de la revolta popular de 1835 per cobrir la demanda d'educació dels fills de la burgesia com a conseqüència de la desaparició de l'ensenyament dels convents. Aquesta avinentesa serví per plantejar, enfront de les escoles de Llatinitat, l'establiment d'estudis secundaris d'acord amb les necessitats de formació de l'emergent burgesia comercial i industrial. L'Institut Barcelonès modernitzà profundament el currículum amb elements d'utilitat professional com ara els idiomes moderns o les ciències experimentals al costat de l'educació física (gimnàstica), la música o el ball. Un canvi de gran calat organitzat per la societat civil que s'avançà al disseny de l'educació secundaria creada pel sistema educatiu estatal. Entre el seu professorat trobem personalitats destacades com Ramon Martí d'Eixalà, Ramon Artiga, Ignasi Ramon Miró o Joan Mañé i Flaquer.